# Selectfluor
Selectfluor ist ein Fluorierungsreagenz und ein Derivat von DABCO. Selectfluor wurde 1992 erstmals von Eric Banks und Mitarbeitern beschrieben und wird seitdem zur elektrophilen Fluorierung genutzt. Die Verbindung weist eine ausgesprochen hohe Stabilität auf und ist weniger toxisch als reines Fluor.

Andere Darstellung

## Gewinnung und Darstellung
Die Synthese von Selectfluor beginnt mit der Alkylierung von DABCO mit Dichlormethan. Anschließend werden die Chlorid-Gegenionen mit Natriumtetrafluoroborat ausgetauscht. Aus der Acetonitril-Lösung wird das Natriumchlorid ausgefällt. Das Zwischenprodukt wird im letzten Schritt mit F2 fluoriert.

## Verwendung
Selectfluor findet sowohl als Quelle elektrophilen Fluors als auch in radikalischen Fluorierungen vielseitige Anwendung in der organischen Synthese.